# Thomas Fischer (Schauspieler)
Thomas Fischer (* 29. März 1940 in Innsbruck) ist ein österreichischer Schauspieler bei Bühne, Film und Fernsehen.

## Leben und Wirken
Fischer besuchte die Schauspielklasse des Salzburger Mozarteums. Er begann die Bühnenlaufbahn in seiner Heimatstadt Innsbruck und nahm anschließend Verpflichtungen an, die ihn nach Cuxhaven, München, Stuttgart und Düsseldorf führten. Fischer unternahm auch Gastspiele und Tourneen. Seit 1965 absolvierte der gebürtige Tiroler außerdem zahlreiche Auftritte in Fernsehproduktionen, war sich aber zu Beginn der 1970er Jahre auch nicht zu schade für Auftritte in Softsexfilmchen. Seit Mitte desselben Jahrzehnts trat Thomas Fischer nur noch sporadisch vor die Kamera.

## Filmografie
- 1965: Die fünfte Kolonne (TV-Serie, erste Folge)
- 1966: Kommissar Freytag (eine Folge)
- 1967: Blick von der Brücke
- 1967: Götz von Berlichingen
- 1968: Der vielgeliebte Herr Brotonneau
- 1968: Der Fall Tuchatschewskij
- 1969: Luftsprünge (TV-Serie, zwei Folgen)
- 1970: Das Stundenhotel von St. Pauli
- 1970: Blaue Blüten
- 1971: Mädchen beim Frauenarzt
- 1971: Toni und Veronika
- 1971: Josefine Mutzenbacher II – Meine 365 Liebhaber
- 1971: Der neue heiße Report: Was Männer nicht für möglich halten
- 1971: Die Schrott-Story
- 1972: Blaubart (Barbe bleu)
- 1983: Die fünfte Jahreszeit
- 1992: Tatort: Kainsmale
- 2001: In aller Freundschaft (eine Folge)
- 2005: Josefs Brüder